# Rolpatroon
Een rolpatroon is een manier waarop mensen onderling functioneren.
Mensen kunnen verschillende rollen spelen. Bijvoorbeeld:
- rol van ouder - kind
- leraar - leerling
- baas - secretaresse

Dezelfde ouder kan tevens leraar zijn en speelt dan verschillende rollen. Het onderkennen en onderscheiden van deze rollen kan mensen helpen hun verwachtingen duidelijk te formuleren.
Bij het spelen van een rol, kan een rolconflict optreden. Er zijn twee belangrijke soorten rolconflicten:
- intern conflict: Iemand krijgt problemen met zijn eigen doelstellingen. Bijvoorbeeld: Iemand met een 'groen hart' is baas van een zwaar vervuilend bedrijf. De persoon zal in dit geval een gewetensconflict hebben tussen zijn groene gedachten en het bedrijfsbelang.
- extern conflict: Twee rolpatronen komen met elkaar in botsing. Bijvoorbeeld: Je moet een belangrijke voetbalmatch spelen terwijl je morgen een examen wiskunde hebt. De school verwacht dus van je dat je zit te studeren, maar de ploeg daarentegen verwacht dat je dit juist niet doet en de wedstrijd speelt.